# 雷電爲五郎
雷電 爲五郎（らいでん ためごろう、生年不明 - 1785年11月4日（天明5年10月3日））は、伯耆国米子（現在の鳥取県米子市）出身の江戸時代の力士。本名は岡 爲五郎。雲州松江藩の抱えであり所属部屋は朝日山部屋（大坂）。最高位は関脇。釋迦ヶ嶽雲右エ門の師匠としても知られる。

## 略歴
1755年（宝暦5年）大坂生玉馬場での興行に雷電民之助の名で西前頭11枚目に出たのが初出。翌1756年（宝暦6年）9月京二条川東の興行では雷電爲五郎で東前頭3枚目にいる。江戸では1760年（宝暦10年）10月の興行に東小結（下の名は爲之助）として出るがこの場所のみでこの後しばらくは京坂の興行のみに出場した。この間松江藩の相撲頭取を兼務していたようで巨人大関として知られる釈迦ヶ嶽を養成した。1770年（明和7年）、弟子の釈迦ヶ嶽の江戸行きに付き添う形で11月場所東関脇として10年ぶりに江戸の興行に出場。1775年（安永4年）2月、釈迦ヶ嶽が27歳で急死すると、3月場所限りで引退し松江藩の相撲頭取専務となった。1785年（天明5年）に死去。1770年以後の江戸での成績は17勝13敗4預26休。
相撲ぶりは「達者であったが腰から下が少し悪かった」と伝わるが、1977年に小島貞二が松江の正覚寺において爲五郎のものと思しき遺骨を見る機会があり、力士らしい骨太の左大腿骨に骨折してずれたまま自然治癒した痕が生々しくあったという。小島は「おそらく若い時の怪我でありこれほどの故障を抱えながら後世に名を残すほどの力士となった執念と根性は最初で最後ではないか」と讃えている。

## 主な成績（江戸）
- 初土俵：宝暦10年10月場所
- 新入幕：宝暦10年10月場所
- 通算成績：17勝13敗4預26休
- 現役在位：9場所
- 最終場所：安永4年3月場所